# Мала Пудга
Мала Пудга́ (рос. Малая Пудга) — присілок в Можгинському районі Удмуртії, Росія.
Урбаноніми:
- вулиці — Нагірна

## Населення
Населення — 68 осіб (2010; 94 в 2002).
Національний склад станом на 2002 рік:
- удмурти — 71 %